# 行動PCI Express模組

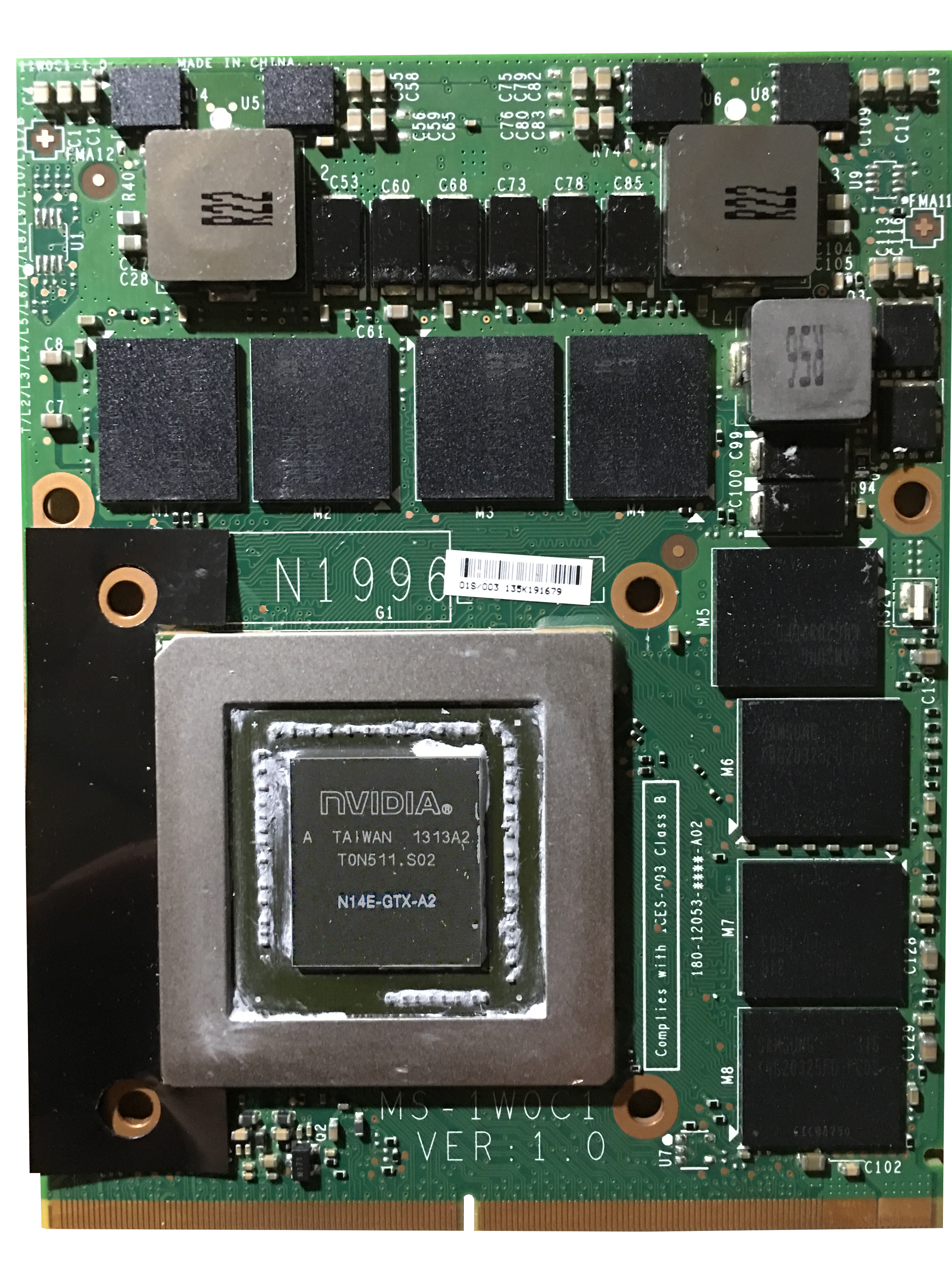
使用MXM接口的笔记本电脑用GTX 780M

行動PCI Express模組（Mobile PCI Express Module，簡稱MXM）是由NVIDIA主導的圖形模組規範，基於PCI-E匯流排。主要應用在筆記型電腦上，使用該規範的產品其顯示晶片並非直接焊到主機板上，而是類似桌上型電腦擁有獨立的顯示卡插槽。這樣允許用户自行更換显卡。
競爭對手AMD也制訂了類似規範Advance Express I/O Module（AXIOM），同樣基於PCI-E，但兩者互不相容。

## 外部連結
- MXM-SIG